# 四木站

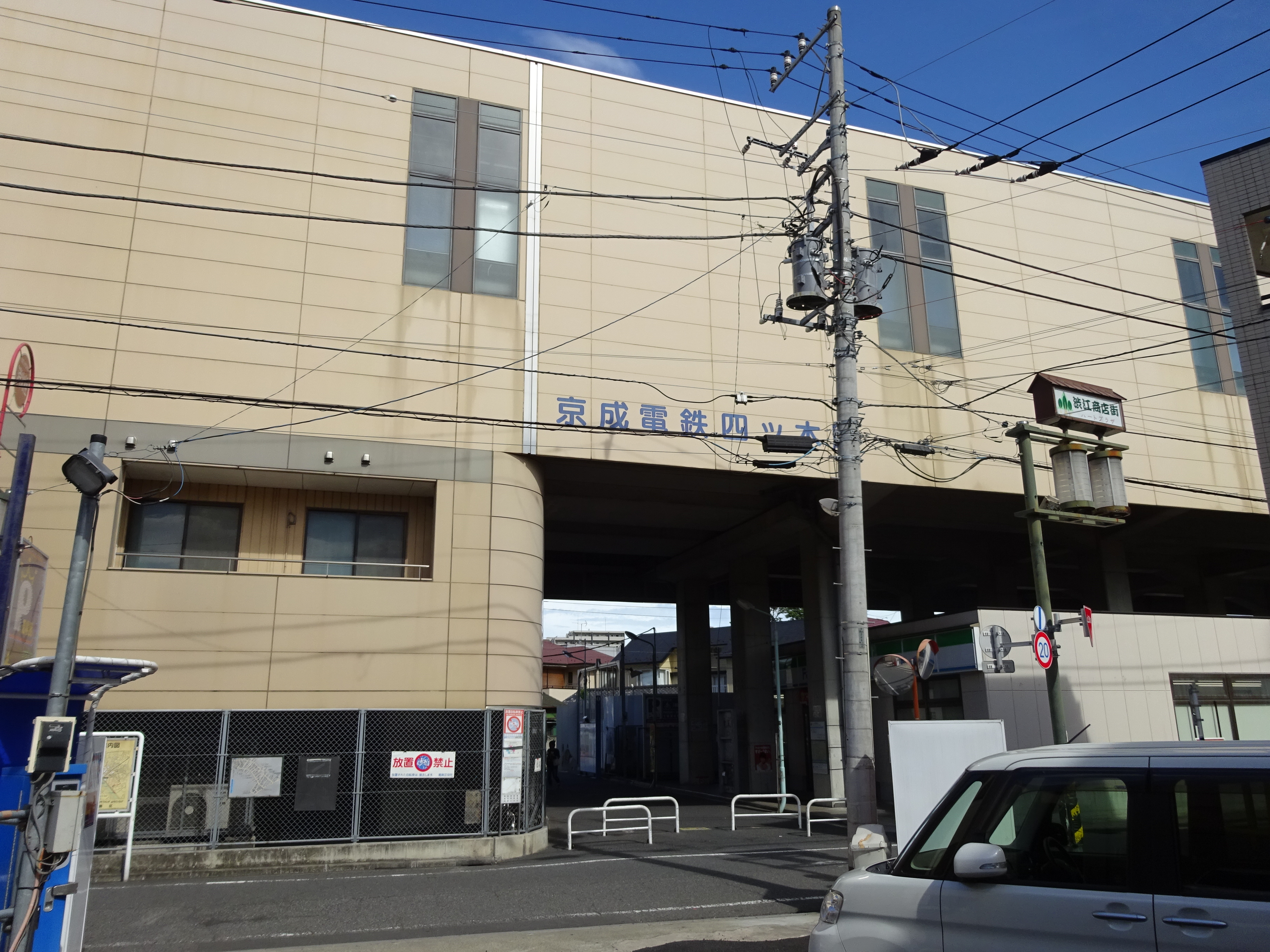
車站南側（2018年9月）

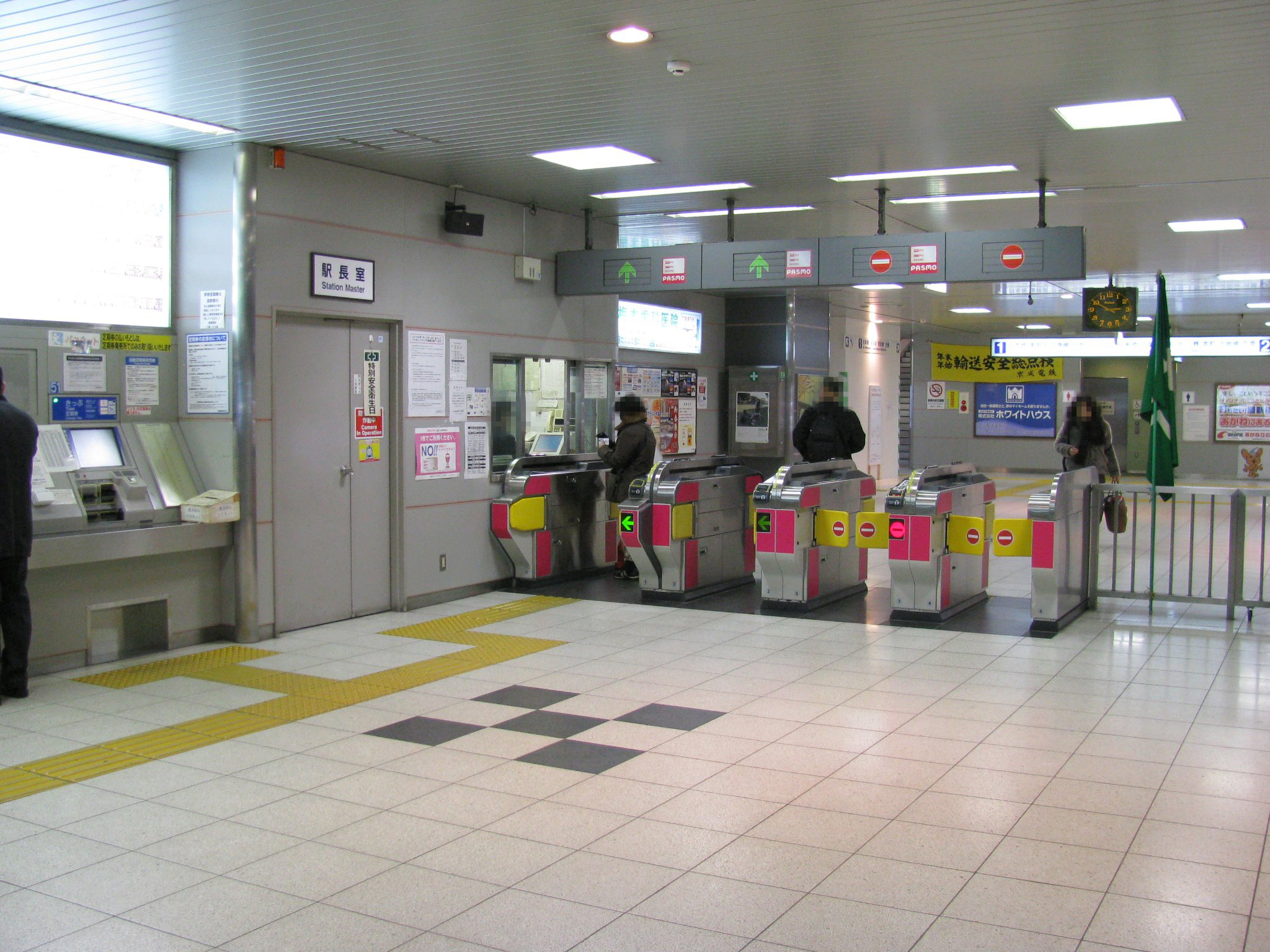
剪票口

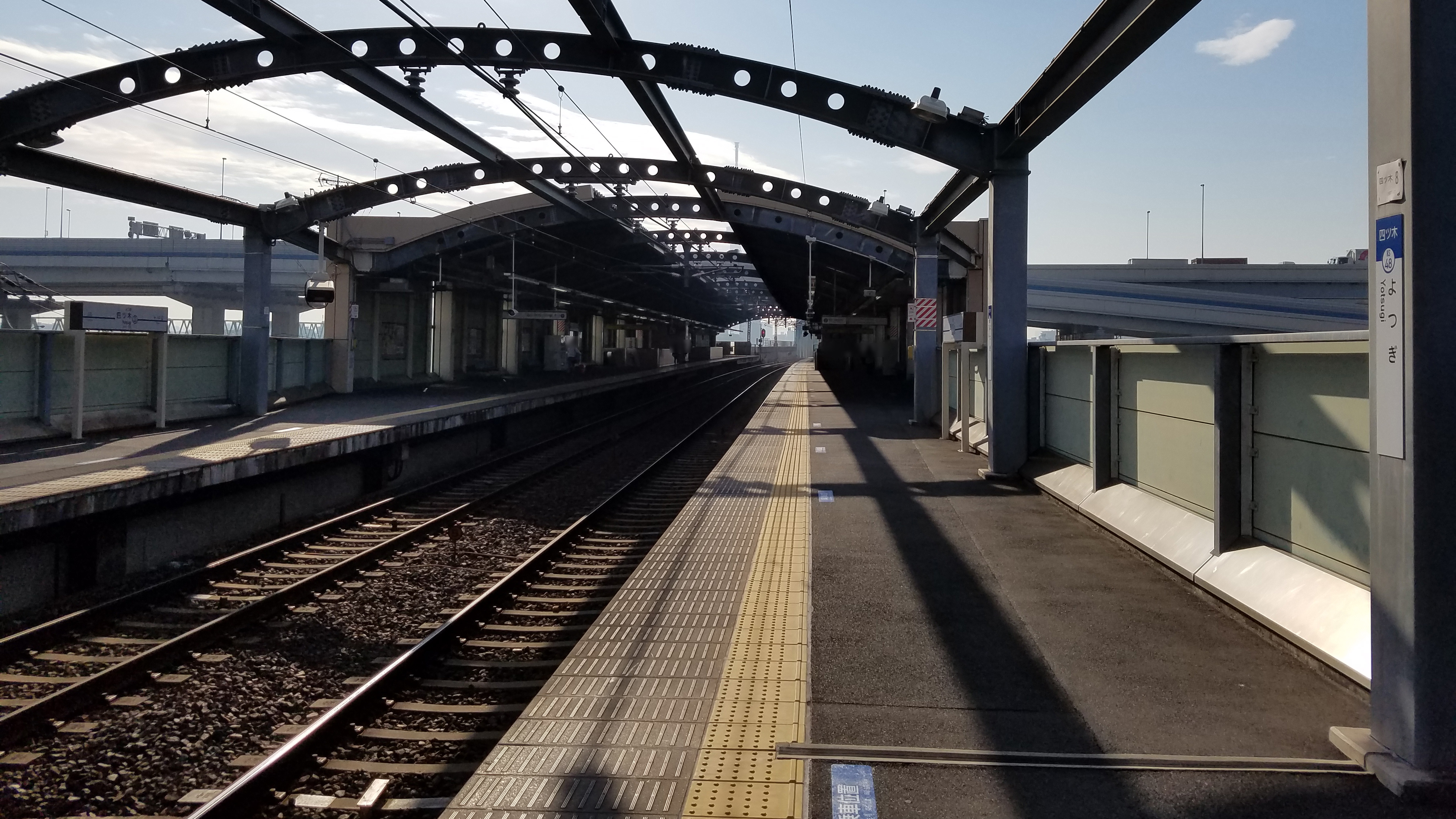
月台（2016年12月）

四木站（日语：／ Yotsugi eki */?）位於日本東京都葛飾區四木一丁目1番1號，是京成電鐵押上線的鐵路車站。車站編號是KS48。

## 年表
- 1912年（大正元年）11月3日 - 車站啟用，當時稱為四木站[2]。

- 1923年（大正12年） - 開鑿荒川放水路，遷至現址。
- 1991年（平成3年）1月5日 - 舊荒川橋梁遭液貨船撞上，押上線停駛。
- 1992年（平成4年）- 四木站至本站高架化工程動工。
- 1997年（平成9年） - 上行線高架化[3]。
- 1999年（平成11年） - 車站北移，並高架化。

## 車站構造
本站是側式月台2面2線高架車站。
本站與八廣站之間以荒川相隔。在荒川橋梁改建工程以前，站房位於川岸道路上，有站內平交道連通月台。荒川橋梁改建工程，站房往北移。

### 月台配置
| 月台 | 路線   | 方向 | 目的地                                              |
| ---- | ------ | ---- | --------------------------------------------------- |
| 1    | 押上線 | 上行 | 押上、 淺草線、 京急本線方向                        |
| 2    | 押上線 | 下行 | 青砥、高砂、船橋、 成田機場、千葉方向（經京成本線） |
| 2    | 押上線 | 下行 | 北總線、 成田機場方向（成田Sky Access線）           |

## 使用情況
2017年度1日平均上下車人次為15,737人，京成線全部69個車站當中排行第32位。
近年1日平均上下、上車人次推移如下表。
| 年度               | 1日平均 上下車人次 | 1日平均 上車人次 | 來源     |
| ------------------ | ------------------ | ---------------- | -------- |
| 1990年（平成02年） |                    | 5,921            | [ * 1 ]  |
| 1991年（平成03年） |                    | 5,964            | [ * 2 ]  |
| 1992年（平成04年） |                    | 6,068            | [ * 3 ]  |
| 1993年（平成05年） |                    | 6,003            | [ * 4 ]  |
| 1994年（平成06年） |                    | 5,921            | [ * 5 ]  |
| 1995年（平成07年） |                    | 5,986            | [ * 6 ]  |
| 1996年（平成08年） |                    | 5,981            | [ * 7 ]  |
| 1997年（平成09年） |                    | 5,992            | [ * 8 ]  |
| 1998年（平成10年） |                    | 5,890            | [ * 9 ]  |
| 1999年（平成11年） |                    | 5,817            | [ * 10 ] |
| 2000年（平成12年） |                    | 5,868            | [ * 11 ] |
| 2001年（平成13年） |                    | 5,907            | [ * 12 ] |
| 2002年（平成14年） | 11,640             | 5,926            | [ * 13 ] |
| 2003年（平成15年） | 12,063             | 6,101            | [ * 14 ] |
| 2004年（平成16年） | 11,922             | 6,101            | [ * 15 ] |
| 2005年（平成17年） | 11,958             | 6,107            | [ * 16 ] |
| 2006年（平成18年） | 12,218             | 6,249            | [ * 17 ] |
| 2007年（平成19年） | 12,671             | 6,459            | [ * 18 ] |
| 2008年（平成20年） | 12,666             | 6,425            | [ * 19 ] |
| 2009年（平成21年） | 12,683             | 6,430            | [ * 20 ] |
| 2010年（平成22年） | 12,987             | 6,567            | [ * 21 ] |
| 2011年（平成23年） | 12,680             | 6,413            | [ * 22 ] |
| 2012年（平成24年） | 13,204             | 6,679            | [ * 23 ] |
| 2013年（平成25年） | 13,732             | 6,942            | [ * 24 ] |
| 2014年（平成26年） | 14,096             | 7,126            | [ * 25 ] |
| 2015年（平成27年） | 14,737             | 7,454            | [ * 26 ] |
| 2016年（平成28年） | 15,219             |                  |          |
| 2017年（平成29年） | 15,737             |                  |          |

## 車站周邊
公共設施
- 四木站區民服務櫃台
- 四木公園
- 渋江公園
- 東京都立東大和療育中心分園四木療育園
- 東四木在宅服務中心
- 四木聖地苑
- 首都高速道路中央環狀線四木出入口
- 西光寺（葛西清重史跡）
- 淨光寺（木根川藥師）

河川
- 荒川
- 綾瀨川（日语：綾瀬川）

店鋪
- 葛飾郵局（日语：葛飾郵便局）
  - 郵貯銀行葛飾店
- 葛飾四木郵局
- 葛飾東四木郵局
- 伊藤洋華堂四木店

## 巴士路線
四木站
- 京成Town Bus（日语：京成タウンバス）
  - <新小52> 往市川站（經立石站通、小岩站北口、江戶川站通） / 往新小岩站
  - <新小52乙> 往龜有站（經立石站通、青砥站入口） / 往新小岩駅 ※ 部分班次經葛飾區役所

## 相鄰車站
京成電鐵
 押上線
■快速特急、■Access特急、■特急、■通勤特急、■快速
通過
■普通
八廣（KS-47）－四木（KS-48）－京成立石（KS-49）

## 外部連結
- 四木｜電車與車站資訊｜京成電鐵
- 四木站PDF - 京成電鐵